# LK I

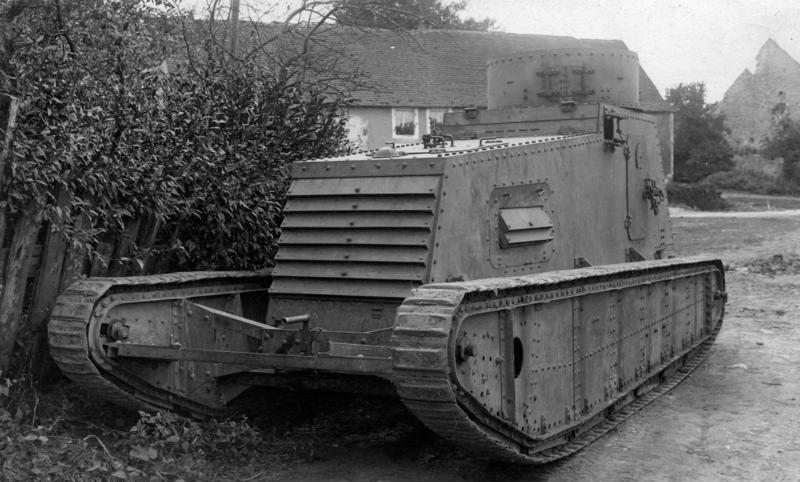
El LK1

El Leichter Kampfwagen o LK 1 (alemany per tanc de combat lleuger o en anglès light combat car) va ser un automòbil transformat en tanc lleuger alemany utilitzat durant la Primera Guerra Mundial.

## Història
El LK I va ser dissenyat per Joseph Vollmer en imitar un concepte anglès de Medium Mark A. Es basa en un xassís d'un cotxe Daimler. Va ser el primer vehicle blindat alemany equipat amb torreta i estava armat amb una metralladora Maxim de 7,92 mm.
Només es van produir prototips a mitjans de 1918, tot i ordenar-se 800 vehicles.